# 2 Pułk Piechoty OW Grodno
2 Pułk Piechoty Grupy Grodzieńskiej (Obszaru Warownego „Grodno”) (2 pp OWar. „Grodno”) – oddział piechoty Wojska Polskiego, improwizowany w trakcie kampanii wrześniowej.
Pułk utworzony w garnizonie Grodno z pododdziałów marszowych i pododdziałów Ośrodka Zapasowego 29 DP wchodzących w skład OK III. Przewieziony transportem kolejowym do Lwowa, wziął czynny udział w obronie Lwowa w okresie 12–22 września 1939 roku.

## Formowanie i zmiany organizacyjne pułku
Po zmobilizowaniu w ramach mobilizacji alarmowej jednostek 29 Dywizji Piechoty i jej wyjeździe na front w zmobilizowanych pułkach pozostały nadwyżki rezerwistów z których w Kadrze Zapasowej Piechoty Grodno zmobilizowano bataliony marszowe dla 41 i 76 pp. Natomiast z przybywających rezerwistów w ramach mobilizacji powszechnej w KZP w Grodnie utworzono Ośrodek Zapasowy 29 DP.  Dodatkowo po zmobilizowaniu w ramach mobilizacji powszechnej na bazie wileńskich batalionów marszowych typu specjalnego, 205 i 206 pułków piechoty rezerwowej dla 35 DP rez. pozostały z nich pojedyncze kompanie strzeleckie i km. Z tych pododdziałów na rozkaz dowódcy OK III gen. bryg. Józefa Olszyny-Wilczyńskiego rozpoczęto od 7 września tworzenie improwizowanych jednostek piechoty do obrony umocnień obszaru Grodna i Wilna. Zgodnie z tym utworzono improwizowany związek taktyczny nazywany Obszarem Warownym „Grodno” lub Grupą „Grodno” pod faktycznym dowództwem płk. dypl. Bohdana Hulewicza. Wchodzący w skład grupy 2 pułk piechoty (zwany też „grodzieńskim”) utworzono w następujący sposób:
- dowództwo pułku i organa kwatermistrzowskie z nadwyżek 76 pp z OZ 29 DP,
- I batalion z nadwyżek 41 pułku piechoty wchodzącego w skład OZ 29 DP,
- II batalion z OZ 29 DP (dowództwo batalionu przez KZP, 5. i 6. kompanie z nadwyżek 76 pp, 4. kompania z nadwyżek 81 pp, a 2. kompania km z 2. kompanii km batalionu marszowego typ spec. nr 5 (85 pp),
- III batalion dowództwo baonu, 7. kompania i 3. kompania km utworzyły nadwyżki 76 pp z OZ 29 DP, 8. i 9. kompanie utworzyły kompanie strzeleckie batalionów marszowych typ spec. nr 5 i 6.

Dowódcą pułku został mianowany początkowo ppłk Stanisław Pietrzyk, następnego dnia wyznaczony na dowódcę OZ 29 DP, a pułk przejął płk st. sp. Bolesław Waśkiewicz. Pułk został praktycznie sformowany 10 września 1939, lecz nie posiadał pododdziałów specjalnych (artylerii piechoty, przeciwpancernego, pionierów i zwiadu). Posiadał braki karabinów maszynowych, granatników i moździerzy. W wyposażeniu bojowym nie posiadał hełmów, częściowo łopatek piechoty, częściowo bagnetów, brakowało masek pgaz., opatrunków, kuchni polowych, mundury stare z użytku bieżącego, częściowo czapki garnizonowe z otokami. Część rezerwistów wywodziła się ze starych roczników pełniących służbę czynną w latach dwudziestych, nie obeznanych z bronią nowszych systemów. Kompanie z batalionów marszowych typ spec. posiadały broń i wyposażenie zgodne z etatem. 

## Działania bojowe 2 pułku piechoty OW „Grodno” (Grupy Grodzieńskiej)
2 pułk piechoty został przewieziony z Grodna do Lwowa transportem kolejowym w dniach 10-13 września 1939 roku. Po rozładowaniu z transportu kolejowego na Podzamczu przemieszczono go w dniach 12-13 września na odcinek północny obrony Lwowa w rejon miejscowości Grzęda-Grzybowice Wielkie. Dowództwo tego odcinka objął dowódca pułku płk Bolesław Waśkiewicz. Sztab dowódcy odcinka północnego mieścił się przy ul. J. Hermana 17, batalion I i III zajmowały obronę na północnych przedmieściach miasta, w odwodzie rozmieszczono IV batalion 2 pp grodzieńskiego (możliwe, że był to I batalion 3 pułku grodzieńskiego lub inny batalion improwizowany utworzony na miejscu). 
II batalion kpt. Seweryna Wilka 13 września został skierowany na odcinek zachodni obrony Lwowa do dyspozycji ppłk. Mieczysława Janowskiego, dowódcy 1 pułku piechoty OW Grodno
2 pułk grodzieński i zarazem odcinek północny wspierane były przez 52 dywizjon artylerii lekkiej. Na pozycjach obronnych na odcinku północnym prowadzone były walki patroli, pozycje pułku były ostrzeliwane przez artylerię niemiecką, atakowane przez lotnictwo niemieckie, działania te przysparzały strat pododdziałom pułku. 15 września na odcinku I batalionu podjęto próbę zdobycia wzg. 324, przez wzmocnioną kompanię. Nacierająca kompania zaległa pod ostrzałem broni maszynowej, ze wzgórza oraz została ostrzelana przez dywersantów ukraińskich lub niemieckich z rejonu Zboiska, straty własne to: 1 poległy, 1 ranny i 2 zaginionych. II batalion na odcinku zachodnim prowadził aktywne działania bojowe osłaniając główne uderzenie pułków 35 DP rez. w dniu 19 i 20 września 1939 r. Do ostatnich dni oblężenia niemieckiego, do południa 21 września bataliony 2 pułku prowadziły działania bojowe przeciwko oblegającym miasto oddziałom niemieckim, w tym z 5 Dywizji Pancernej. W dniach 21-22 września na odcinku pułku doszło do potyczek z sowiecką kawalerią, stwierdzono odwrót jednostek niemieckich. Doszło też do rozbrajania pododdziałów i żołnierzy przez piechotę sowiecką i dezercję na stronę wojsk Armii Czerwonej. 22 września w związku z kapitulacją Lwowa i jego garnizonu 2 pułk grodzieński zaprzestał działań bojowych.

## Obsada personalna 2 pp OW „Grodno”
- dowódca pułku – ppłk Stanisław Pietrzyk (do 4 IX 1939), płk piech. st. sp. Bolesław Waśkiewicz[6] †1940 Charków
- dowódca plutonu łączności – ppor. Romatowski[7].
- dowódca I batalionu - kpt. piech. Ludwik Marian Mendys[6][a] (41 pp) †1940 Charków
  - dowódca 1 kompanii strzeleckiej – por. piech. Tomasz Józef Mackiewicz[9] (41 pp)
- dowódca II batalionu – kpt. piech. Seweryn Wilk[6][a] (41 pp) †1940 Charków
  - dowódca 4 kompanii strzeleckiej – por. piech. rez. Witold Dobrowolski[10] (81 pp)[b]
  - dowódca 5 kompanii strzeleckiej – ppor. Witold Müller[10]
  - dowódca 6 kompanii strzeleckiej – por. piech. rez. Kazimierz Aleksander Kamiński[3] (76 pp) †1940 Charków[11]
  - dowódca 2 kompania ckm – por. Moniak[10]
- dowódca III batalionu – kpt. piech. rez. Stanisław Schwarz[6]
  - oficer żywnościowy – ppor. piech. rez. Stefan Jan Kaczkowski †1940 Charków[12]
- dowódca IV batalionu – por. piech. rez. Leon Hofman[6][13] †1940 Charków[14]
  - ppor. piech. rez. Jerzy Koźlicki †1940 Charków